# Takahiro Ueda
Takahiro Ueda (japanisch 上田 岳弘, japanisch うえだ たかひろ Ueda Takahiro; * 26. Februar 1979 in Akashi, Präfektur Hyōgo) ist ein japanischer Schriftsteller. Er wurde 2013 mit dem Shinchō-Shinjin-Preis ausgezeichnet, gewann 2015 den Mishima-Preis und erhielt 2019 für seinen Roman Nimuroddo (ニムロッド) den renommierten Akutagawa-Preis. Ueda gehört zu den wichtigen Stimmen der zeitgenössischen japanischen Literatur und verbindet in seinen Werken Science-Fiction-Elemente mit philosophischen Fragestellungen.

## Leben
Ueda wuchs in Akashi in der Präfektur Hyōgo auf. Er besuchte die Präfektur-Oberschule Akashi Nishi (兵庫県立明石西高等学校) und studierte anschließend Rechtswissenschaften an der Waseda-Universität in Tōkyō. Nach seinem Abschluss beteiligte er sich an der Gründung eines Unternehmens im Bereich B2B-Lösungen.
2013 veröffentlichte er die Erzählung Taiyō (太陽, deutsch „Die Sonne“) im Literaturmagazin Shinchō und gewann damit den 45. Shinchō-Shinjin-Preis. 2015 setzte er sich mit Watashi no koibito (私の恋人, deutsch „Meine Geliebte“) gegen Matayoshi Naoki durch und erhielt den 28. Mishima-Preis.
Seit 2016 zählt ihn die japanische Ausgabe des Literaturmagazins Granta zu den „Best of Young Japanese Novelists“. Im Jahr 2019 wurde Ueda für seinen Roman Nimuroddo (ニムロッド) mit dem 160. Akutagawa-Preis ausgezeichnet. 2023 trat er dem japanischen Science-Fiction-Autorenverband (日本SF作家クラブ) bei.

## Werk
Ueda schreibt Romane und Kurzgeschichten, die häufig moderne Technologien, künstliche Intelligenz und existenzielle Fragen behandeln. Er kombiniert dabei klassische Stilmittel mit innovativen Erzähltechniken. Viele seiner Werke sind sowohl der Gegenwartsliteratur als auch dem spekulativen Genre zuzuordnen.
Bisher gibt es keine deutschen Übersetzungen seiner Werke (April 2025). Zu seinen wichtigsten Veröffentlichungen zählen:
- Taiyō / Wakusei (太陽・惑星, Die Sonne / Der Planet, 2014)
- Watashi no koibito (私の恋人, Meine Geliebte, 2015)
- Ikkyō no yūjin (異郷の友人, Freunde aus der Ferne, 2016)
- Tō to jūryoku (塔と重力, Der Turm und die Schwerkraft, 2017)
- Nimuroddo (ニムロッド, Nimrod, 2019)[5]
- Kyū (キュー, Neun, 2019)
- Tabi no nai (旅のない, Ohne Reise, 2021)
- Saiai no (最愛の, Das Allerliebste, 2023)
- K+ICO (2024)
- Tatojū no hanashi (多頭獣の話, Geschichten von mehrköpfigen Bestien, 2024)

Darüber hinaus hat er zahlreiche Essays und Kritiken verfasst, etwa über Haruki Murakami, Michel Houellebecq und Thomas Pynchon.

## Zitat
„Ich habe das Gefühl, dass wir heute in einer Zeit leben, in der es schwierig geworden ist, überhaupt noch etwas als das ‘Allerliebste’ zu bezeichnen.
Was fällt uns heute noch als erstes ein, wenn wir ‘das Allerliebste’ hören? … In der Informationsgesellschaft wird alles zu einer Meta-Perspektive, sodass Gefühle der Liebe, die aus Missverständnissen entstehen, schwer überleben können.
Man könnte sagen, dass man im Zustand eines Missverständnisses nicht überleben kann, oder dass Missverständnisse leicht zerstört und ausgelöscht werden.
Nachdem die Missverständnisse der Liebe verschwunden sind, bleibt nur noch vage die Atmosphäre dessen zurück, was man einst für das ‘Allerliebste’ hielt – so erschien mir die Realität der heutigen Gesellschaft.“

– Takahiro Ueda: Interview mit Issei Takahashi, anlässlich der Veröffentlichung von Saiai no (最愛の, Das Allerliebste, 2023), in: 『最愛の』刊行記念対談 　上田岳弘×高橋一生「合理の激流に抗う、表現の力」publiziert am 02.10.2023, , abgerufen am 26. April 2025.

## Auszeichnungen
- 2013: Shinchō-Shinjin-Preis (新潮新人賞) für Taiyō
- 2015: Mishima-Preis (三島由紀夫賞) für Watashi no koibito
- 2019: Akutagawa-Preis (芥川龍之介賞) für Nimuroddo
- 2022: Kawabata-Yasunari-Literaturpreis (川端康成文学賞) für Tabi no nai
- 2024: Shimase-Preis für Liebesgeschichten (島清恋愛文学賞) für Saiai no